# 塔什干蘇維埃
塔什干蘇維埃，是1917年俄國革命時在塔什干成立的群眾政治組織。
塔什干蘇維埃成立於1917年3月2日，由中亞鐵路的三十五名工人組成。它由一名技術員別爾科夫領導。 第二天，在當地的杜馬會議設立了公共組織執行委員會，以管理城市的社會政治和經濟生活。
但只有兩個中亞人參與這個委員會，律師費爾佐拉·忽扎耶夫和納爾布托別科夫，儘管多數人口沒有積極參與，許多中亞人對後沙皇時代抱有很大的希望。當時塔什干是一個分裂的城市，中亞人（主要是穆斯林）一般住在老城，而俄羅斯人和其他歐洲人通常住在新城，這也是鐵路發展的地方。蘇聯設立了一個獨立的糧食委員會，打擊被稱為“私商亂兵”的人，但這個術語很快失去了表面上的意義，因為這個詞專門被用來指向中亞人。與此同時，當一些中亞工人成立社會民主黨的穆斯林分支時，塔什干蘇維埃不歡迎他們。
塔什干蘇維埃也打擊由英國和白俄支持的外里海政府，他們在1918年和1919年控制該地區，在伏龍芝到達後他們逼使英國撤退。